# Nesiosphaerion insulare
Nesiosphaerion insulare là một loài bọ cánh cứng trong họ Cerambycidae.